# FC Blue Stars Zürich
FC Blue Stars Zürich is een Zwitserse voetbalclub uit Zürich en werd in 1898 opgericht.
De club speelde in totaal 20 seizoenen in de hoogste klasse maar kon daar geen prijzen winnen.

## Geschiedenis
In 1913 werd de club kampioen in de Serie B (tweede klasse) en promoveerde zo. De Serie A was opgedeeld in drie geografische reeksen en de Blue Stars eindigden op een vijfde plaats op acht teams. Door het uitbreken van de Eerste Wereldoorlog was er in 1914/15 geen competitie, maar het volgende seizoen wel weer. Na een laatste plaats werd de club vicekampioen in 1917. De volgende jaren hinkte de club achteraan maar in 1921/22 werd de titel in de regio Oost behaald met één punt voorsprong op stadsrivaal Grasshopper-Club. Hierdoor nam de club deel aan de eindronde om de titel samen met de twee andere kampioenen, FC Luzern en Servette, maar moest daar het onderspit delven. Na enkele mindere seizoenen werd de club derde in 1926 achter de Grasshoppers en Young Fellows Zürich.
In 1930/31 werd de club tweede achter de Grasshoppers en plaatste zich voor de eindronde, waar de vierde plaats op zes clubs behaald werd. De eerste klasse werd van drie naar twee reeksen gebracht en hierdoor werd de concurrentie zwaarder. In 1933/34 ging de Nationalliga van start, met slechts één reeks. De Blue Stars eindigden met één punt voorsprong op FC Zürich voorlaatste en degradeerden. De club zou nooit meer op het hoogste niveau spelen. Na een aantal jaren in de middenmoot kwam de club in 1942 dicht bij promotie, maar moest de titel aan FC Basel laten. Het volgende seizoen degradeerde de club. De club kon nog twee keer twee seizoenen terugkeren, maar sinds 1967 speelt de club in lagere reeksen.

### Tijdslijn
- 1913 – 1914 - 1ste klasse
- 1915 – 1934 - 1ste klasse
- 1934 - 1943 - 2de klasse
- 1954 - 1956 - 2de klasse
- 1965 - 1967 - 2de klasse